# امورزی متلینسکی
امورزی متلینسکی (روسی: Амвросий Метлинский؛ ۱۸۱۴ – ۲۹ ژوئیه ۱۸۷۰) انسان‌شناس، و شاعر اهل امپراتوری روسیه بود.